# 6 Sagittarii
Désignations

6 Sagittarii (en abrégé 6 Sgr) est une étoile géante de type spectral K située dans la constellation du Sagittaire.